# Ballana occidentalis
Ballana occidentalis är en insektsart som beskrevs av Delong 1937. Ballana occidentalis ingår i släktet Ballana och familjen dvärgstritar. Inga underarter finns listade i Catalogue of Life.